# Steven Defour
Steven Arnold Defour (Malines, el 15 d'abril de 1988) és un jugador professional de futbol belga que juga com a migcampista al Burnley Football Club anglés.
Ha jugat a clubs com el Standard Liége, FC Porto, RSC Anderlecht i la selecció de futbol de Bèlgica.